# Hochschule Borås
Die Hochschule Borås (schwedisch: Högskolan i Borås, englisch: University of Borås) – kurz HB – ist eine staatliche Hochschule in der schwedischen Stadt Borås.
Sie wurde 1977 gegründet und gliedert sich seit 2014 in drei Akademien:
- Akademie für Textil, Technik und Wirtschaft
- Akademie für Gesundheit, Arbeit und Wohlfahrt
- Akademie für Bibliothek, Information, Bildung und IT

2010 wurde der Hochschule gestattet, Doktorgrade zu vergeben.
Rektor ist seit dem Jahr 2019 Mats Tinnsten.